# Super League 2021
La Super League de 2021 fue la 127.ª temporada del rugby league de Inglaterra y la vigésimo sexta edición con la denominación de Super League.

## Formato
Los clubes se enfrentan en una fase regular de todos contra todos en condición de local y visitante, los seis equipos mejor ubicados al terminar esta fase clasificaron a la postemporada.
Debido a la Pandemia de COVID-19, los clubes podrían disputar un número desigual de encuentros según las circunstancias, por lo que se decidió que se confeccionara una tabla de porcentaje de triunfos y esta sería la forma de clasificar a la postemporada.

## Desarrollo

### Tabla de posiciones
Actualizado a últimos partidos disputados el 19 de septiembre de 2021 (Última Jornada).
| Pos. | Equipo               | Encuentros | Encuentros | Encuentros | Encuentros | Tantos | Tantos | Porcentaje de triunfos |
| Pos. | Equipo               | PJ         | PG         | PE         | PP         | F      | C      | Porcentaje de triunfos |
| ---- | -------------------- | ---------- | ---------- | ---------- | ---------- | ------ | ------ | ---------------------- |
| 1    | Catalans Dragons     | 23         | 19         | 0          | 4          | 688    | 398    | 82.61                  |
| 2    | St Helens            | 21         | 16         | 0          | 5          | 548    | 229    | 76.19                  |
| 3    | Warrington Wolves    | 21         | 15         | 1          | 5          | 588    | 354    | 73.81                  |
| 4    | Wigan Warriors       | 25         | 15         | 0          | 10         | 387    | 385    | 60.00                  |
| 5    | Leeds Rhinos         | 24         | 13         | 0          | 11         | 556    | 440    | 54.17                  |
| 6    | Hull Kingston Rovers | 20         | 10         | 0          | 10         | 497    | 458    | 50.00                  |
| 7    | Castleford Tigers    | 23         | 11         | 0          | 12         | 437    | 552    | 47.83                  |
| 8    | Hull FC              | 21         | 8          | 1          | 12         | 409    | 476    | 40.48                  |
| 9    | Huddersfield Giants  | 24         | 9          | 0          | 15         | 460    | 516    | 37.50                  |
| 10   | Wakefield Trinity    | 24         | 9          | 0          | 15         | 482    | 584    | 37.50                  |
| 11   | Salford Red Devils   | 22         | 7          | 0          | 15         | 402    | 584    | 31.82                  |
| 12   | Leigh Centurions     | 22         | 2          | 0          | 20         | 356    | 870    | 9.09                   |

|  | Clasificado a postemporada.    |
|  | Descendido a segunda división. |

### Postemporada

#### Finales de eliminación
| 23 de septiembre | Wigan Warriors | 0 - 8 | Leeds Rhinos |  |  |

| 24 de septiembre | Warrington Wolves | 0 - 19 | Hull Kingston Rovers |  |  |

#### Semifinales
| 30 de septiembre | Catalans Dragons | 28 - 10 | Hull Kingston Rovers |  |  |

| 1 de octubre | St Helens RFC | 36 - 8 | Leeds Rhinos |  |  |

#### Final
| 9 de octubre | Catalans Dragons | 10 - 12 | St Helens RFC | Old Trafford, Mánchester |  |

| Bandera de Inglaterra |
| Campeón St Helens     |
| Décimo sexto título   |